# Jean-Antoine de Nothomb

Het wapen van de familie Nothomb

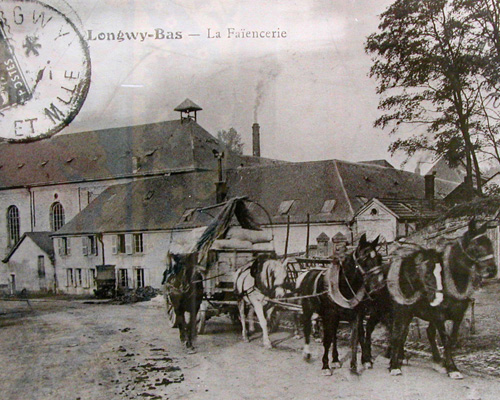
De Faïencerie de Longwy rond 1900

Jean-Antoine de Nothomb (Differdange, 3 mei 1757 - Longlaville, Frankrijk, 17 maart 1835) was een Zuid-Nederlands edelman.

## Levensloop
Hij was een zoon van notaris Jean-Antoine de Nothomb (° 1706) en van Marie-Catherine Baclesse (1723-1768)
Daar waar het voor de afstammelingen van zijn broer Jean-Pierre de Nothomb (1745-1810) zou duren tot aan een kleinzoon, zelfs tot aan een achter-achterkleinzoon om adel te verwerven, behoorde Jean-Antoine tot degenen die in 1816 adelserkenning verkregen. Hij werd tevens in de Ridderschap van Luxemburg benoemd.
Onder het ancien régime was hij luitenant-kolonel in het Oostenrijkse leger. In het Verenigd Koninkrijk der Nederlanden werd hij lid van de Provinciale Staten van Luxemburg.
Hij trouwde in 1808 met zijn nicht Marie Boch (1778-1864), dochter van Pierre-Joseph Boch, fabrikant van faience en voorvader van de dynastie Villeroy & Boch. De plekken waar hij zich vestigde, Metz en Longlaville, toonden aan dat hij eerder op Frankrijk gericht was dan op de Zuidelijke Nederlanden en het Groothertogdom Luxemburg. Het echtpaar had drie kinderen:
- Adolphe de Nothomb (1805-1877) trouwde met Madeleine Lebrum de Miraumont (1815-1875). Ze hadden een dochter en een zoon, Paul de Nothomb, die pas achtentwintig was toen hij in 1867 als Frans luitenant overleed in Algerije.
- Marie-Catherine de Nothomb (1809-1887) trouwde met Alexis de Durand de Prémorel (1799-1888), kapitein in het Franse leger, met een talrijk nageslacht.
- Fanny de Nothomb (1811-1855) trouwde met baron Henri d'Huart (1799-1888), eveneens met nageslacht.

Jean-Antoine werd in 1815 eigenaar van de Faienceries de Longwy, in 1798 onder meer door zijn schoonvader gesticht. Na zijn dood werd de zaak overgenomen door zijn schoonzoon d'Huart, van wie de erfgenamen gedurende honderdvijftig jaar de firma zouden leiden.
Deze familietak doofde uit bij de dood van Adolphe de Nothomb in 1877.